# Loxostege simplalis
Loxostege simplalis là một loài bướm đêm trong họ Crambidae.